# Passivt‐aggressivt beteende
Passivt‑aggressivt beteende (engelska passive‑aggressive behaviour) är ett ”beteende som till synes är oskyldigt, tillfälligheter, eller neutralt, men som indirekt uppvisar ett omedvetet, aggressivt motiv”.
Passiv‑aggressivt beteende eller passiv‑aggressiv personlighetsstörning (engelska passive‑aggressive personality disorder, PAPD) är dels en (omstridd) vetenskaplig term, dels ett vardagligt uttryck.
Exempel på passivt‑aggressivt beteende är tystnad, att avsluta kommunikation, förneka att osämja föreligger, låtsad vilja till samarbete, avsiktlig ineffektivitet, problemskapande glömska och ansvarsundvikande.
Termen användes först av Förenta staternas försvarsdepartement när överste William Menninger rapporterade att soldater uttryckte aggressivitet med passiva medel som trumpenhet och envishet. Passiv‑aggressiv personlighetsstörning var medtagen som en diagnos i Diagnostic and Statistical Manual of Mental Disorders (DSM) från 1950‑talet och framåt. Diagnosen PAPD flyttades till ett appendix i fjärde upplagan av DSM 1994, och finns ej med i femte upplagan från 2013.